# 週刊 SL鉄道模型
『週刊 SL鉄道模型』（しゅうかん エスエルてつどうもけい）は、2012年1月26日より講談社より発売されている鉄道模型ジオラマ制作パートワークシリーズの第3弾。
前作シリーズ同様、全冊分の付属パーツで1つのNゲージレイアウトを制作することが出来る。

## 概要
- 基本的概要は、前作『週刊 鉄道模型 少年時代』と同様。全70号刊行予定。創刊号は、特別価格790円（税込）、2号以降は1,680円（税込。一部の号は特別価格）となっている。
- 今作では、小さな町の貨物駅がモチーフとなっている。タイトルにもあるSLは購読特典のみとなり、本誌に付属するのは、バッテリー駆動という設定の蓄電池機関車である。

## 冊子の主な内容
1. 名車と絶景 列車紀行
2. 鉄道“モノ”語り
3. ニッポン建設
4. 今週の製作マニュアル

## 製作レイアウト
- 今作では、鉄道ギミックが強化され、まず目を引くのが中央左に位置する転車台、手動タイプの3つの小型ポイント、手前には、貨物駅を配置。
- 配線は長円形のエンドレス配置。転車台に向かって手前側と奥側から枝分かれし、ほぼ中央部には機関庫や、給水塔、右側は、縦に道路が連なっており、商店街を配置。
- トンネルや、鉄道橋は無いが、左上部には高台の公園をイメージした人道橋を配置。
- 基本は貨物がメインであるが、右下部には、引込み線が伸び、旅客駅を配置する。なお、付属予定パーツでは客車は付属しない。
- 前作にはあった夜景のライトアップギミック、サウンドユニットによる音声ギミックは省略され、線路のバラストなどのシーナリー類も極力廃止されている。
- 詳しい時代・季節設定は無いが、付属車両・ストラクチャーから昭和30 - 40年代だと思われる。
- コントローラーはACアダプターによる外部電源に対応。

### 車両
- 里山交通 B1001形蒸気機関車
  - 購読特典であり、国鉄B20形蒸気機関車に似たB形蒸気機関車である。足回りは市販品のTOMIX きかんしゃトーマスシリーズのパーシーの流用である。
- 里山交通 BD2012形機関車
  - 中小私鉄風の12 m級の凸形蓄電池機関車。創刊号に付属。鉄道コレクションと同タイプの台座付。ディスプレイモデルのため、動力化には本誌34号の「動力ユニット」が必要である。
- 里山交通 コム02形貨車
  - 第2号に付属する国鉄コム1形に似た二軸貨車。20 ftタイプの茶色鉄道コンテナ1つを積載する。市販品と同じく脱着可能。
- 里山交通 ワム7000形貨車
  - 第4号に付属する国鉄ワム70000に似た、二軸有蓋車。カラーは黒。
- 里山交通 トラ4500形貨車
  - 第9号に付属する国鉄トラ45000に似た、二軸無蓋車。カラーは黒。丸太を5本積載している。
- その他
  - ボンネット型貨物トラック、消防車、オート三輪が付属している。

## 購読特典
- 前作と同じく創刊号から50号までの応募券を送付し、『里山交通 B1001形蒸気機関車』がプレゼントされる。
- 動力内蔵で、ロッドも動く構造。なお、ライト、音声等のギミックはない。

## 発売終了後
- 小型ターンテーブル - 2016年（平成28年）12月24日、トミックスワールド大宮で『手動ターンテーブル T140-15(F)』として発売された[1]。
- 里山交通 B1001形蒸気機関車 - 2017年（平成29年）2月25日から3月31日にかけて、トミックスワールド大宮来場者50万人達成の特別企画として、同店舗で3万円以上購入した場合『Bタイプ小型SL (B1001)』がプレゼントされた[2]。